# Elaeocarpus toninensis
Elaeocarpus toninensis är en tvåhjärtbladig växtart som beskrevs av E. C.Baker. Elaeocarpus toninensis ingår i släktet Elaeocarpus och familjen Elaeocarpaceae. Inga underarter finns listade i Catalogue of Life.